# Пригоди Буратіно (фільм)
«Пригоди Буратіно» (рос. «Приключения Буратино») — радянський художній фільм 1975 року режисера Леоніда Нечаєва за мотивами казки Олексія Толстого.

## Сюжет
Старому столяру Джузеппе на прізвисько «Сизий ніс» попадається колода, з якої він збирається зробити ніжку для столу. Але колода запищала людським голосом і Джузеппе подарував її своєму другові, шарманщику Карло, щоб той вирізав дерев'яну ляльку. Карло зробив ляльку, назвавши її Буратіно. Ось тут почались пригоди….

## У ролях
- Дмитро Іосіфов
- Тетяна Проценко
- Рома Столкарц
- Томас Аугустінас
- Григорій Свєтлорусов
- Микола Гринько
- Володимир Етуш
- Володимир Басов
- Олена Санаєва
- Ролан Биков
- Рина Зелена
- Юрій Катін-Ярцев
- Баадур Цуладзе[1]

## Творча група
- Сценарій: Інна Вєткіна
- Режисер: Леонід Нечаєв
- Оператор: Юрій Елхов
- Композитор: Олексій Рибников